# Opomydas limbatus
Opomydas limbatus är en tvåvingeart som först beskrevs av Samuel Wendell Williston  1886.  Opomydas limbatus ingår i släktet Opomydas och familjen Mydidae. Inga underarter finns listade i Catalogue of Life.